# Cho PD
Cho Joong-hoon (coréen : 조중훈; né le 27 janvier 1976), mieux connu par son nom de scène Cho PD, est un réalisateur artistique et rappeur sud-coréen. Il a fondé le label discographique Stardom Entertainment. Il a débuté en 1998 et a annoncé sa retraite du monde de la musique en 2010. Cependant, il y est revenu en 2011 avec la sortie de son album en deux parties, State of the Art et Art of Business.

## Discographie

### Albums studio
| Titre                                               | Détails sur l'album                                            | Liste des pistes |
| --------------------------------------------------- | -------------------------------------------------------------- | --- |
| In Stardom                                          | - Date de sortie: janvier 1999 - Label: Brand New Stardom      | 1. 조PD Rules 2. 이야기 속으로 3. Break Free (Radio Edit) 4. Party On! (ft. Ray Jay) 5. 비애 6. Real Love 2 (Remake) 7. 썩은 XXX 8. 이야기 속으로 2 9. Real Love 10. 2U, Playa Hataz 11. 용의 눈물 12. My Song 13. Dear Friend 14. Party On! (Remix) 15. Break Free (Original Edit) 16. 노출좋아 |
| In Stardom Version 2.0                              | - Date de sortie: août 1999 - Label: Universal                 | 1. 나의 라임 연습장 (Intro) (ft. Yoon Mi-rae) 2. 악동이 (ft. Digital Masta, Ray Jay) 3. Fever (ft. Lee Jung-hyun) 4. 날 잊어 2 5. 어른 아이 6. Garden in My Mind 7. 카사노바 (ft. Psy) 8. 에피소드 1 9. 돈아돈아 (ft. Ray Jay) 10. 날 잊어 1 11. Flame (ft. Gina) 12. Dog 소리 13. 2U, Playa Hataz 2 14. 형장의 이슬 15. 카사노바 끝 (Remix) |
| ChoPD.Net / Best In East                            | - Date de sortie: 1er décembre 2000 - Label: Brand New Stardom | 1. Wise Guys (Intro) 2. Wise Guyz 3. 격+ (ft. Ray Jay) 4. Episode II 5. Sex and Da City 6. 박하사탕 7. Never Give Up II 8. Fan Mail 9. 3VIP F-3534.JP 10. Skit-DM`s폭풍전야 11. 폭풍전야 II 12. 2U Playa Hataz III 13. Do Da Right Thang (똑바로 살아라 ) 14. Outro - Death 15. My Song (Remix) 16. Ladyz Only 17. Saga |
| Stardom In Future Flow                              | - Date de sortie: 12 décembre 2001 - Label: Brand New Stardom  | 1. Stardom's CEO (Intro) 2. Bye Bye 3. U 4. Back in the Dayz 5. Never Give Up 2 6. Shame On You 7. 이런말 하는 날 8. My Style (ft. DJ Uzi, Wassup, DM) 9. Keep On 10. 비애 2 11. Run 12. 아가씨와 건달 13. Skit 14. Real Love 3 15. 떠나야 할 땐 (Bonus Track) |
| Great Expectation Pt. 1: Politics and Social Change | - Date de sortie: 23 mars 2004 - Label: Brand New Stardom      | 1. 파괴본능 2. Kool as Ice 3. 비밀일기 4. 데미안 5. 전화 6. 이야기 속으로 IV 7. As You Like It 8. 일탈 9. 썩은 XXX2 (변태여우) 10. Kiss My Ass 11. 소리바다 항해하던 어느날 밤 12. 소음공해 13. 2U, Playa Hataz III 14. 아침 (Prelude) |
| Great Expectation Pt. 2: Love And Life              | - Date de sortie: 23 mars 2004 - Label: Brand New Stardom      | 1. Show Must Go On.. 2. Frozen 3. Club Night 4. 친구여 (ft. Insooni) 5. So Nice (PD Remix, ft. MRJ) 6. (When I Need...) Somebody (ft. 유나) 7. Great Expectation (What It Takes 2 B Me) 8. 파라다이스 (ft. Soy) 9. Autumn Breeze 10. Church 2 Da Streets 11. Daydream (Interlude) 12. Luv Flow 13. My Song 2 |
| Money Talks                                         | - Date de sortie: 22 octobre 2007 - Label: Brand New Stardom   | 1. Season 6 2. Make It Hot 3. Korea City 4. 내 생의 나날 5. 첫사랑 6. Money Over Life 7. 나이테 8. 된장 신드롬 9. 럭셔리 신드롬 10. 추월선 11. Music is Dead 12. Pride |
| Victory (EP)                                        | - Date de sortie: 8 mars 2010 - Label: Brand New Stardom       | 1. 한국힙합에 바란다 (ft. 블록버스터) 2. 보란듯이 (ft. 정슬기) 3. 빅토리 2010 (ft. Koreana) 4. 가을의 전설 (ft. Humming Urban Stereo) 5. R.O.K (avec Insooni) 6. 가을의 전설 (Inst.) 7. R.O.K (Inst.) 8. 빅토리 2010 (Inst.) 9. Sex Sex Sex (ft. 샛별) 10. 빅토리 2010 (Song Ver.) (ft. Koreana) |
| The Hard Way (EP) (collaboration avec Verbal Jint)  | - Date de sortie: 15 avril 2010 - Label: Brand New Stardom     | 1. Map Music (ft. Zico) 2. Super Hero (ft. 샛별) 3. Man Up (ft. Park Mi-kyung) 4. Origin of the Species (ft. Swings, 블록버스터) 5. Map Music (instrumental) 6. Super Hero (instrumental) 7. Man Up (instrumental) 8. Origin of the Species (instrumental) |
| State of the Art                                    | - Date de sortie: 12 octobre 2011 - Label: Brand New Stardom   | 1. I’m Ur Dream (2008) 2. The Wall (2010) 3. WW III (2009) 4. Confession (2009) 5. PPL R PPL (2008) 6. Do Or Die (2010) (ft. Basick) 7. We R History (2008) 8. Where I’m From (2010) (feat. Dok2, Mino) 9. The Doctors (2010) (ft. Swings, San E) 10. Thrilla (2010) (ft. Zico, Park Kyung, Hanhae) 11. And The Winner Is… (2010) (ft. Zico, Outsider) 12. Ratz N Snitches Interlude (2010) (ft. Verbal Jint) 13. Ratz N Snitches (2011) 14. Same Shit Different Day (2006) 15. Letter (2007) 16. Back On The Map (2007) |
| Art of Business                                     | - Date de sortie: 12 octobre 2011 - Label: Brand New Stardom   | 1. 공부하세요 (2004) 2. Dreams Come True (2004) 3. Family Man (2009) (ft. Taeil de Block B) 4. Hey June (2005) 5. Take A Bow (2009) (ft. Kimmaster) 6. Sense Of Time (2010) 7. Cloud (2006) 8. Fever II (2011) (ft. Skull, Park Kyung, P.O) 9. Bitch (2006) (ft. Jubee de Sunny Hill) 10. Time (2006) 11. Designer’s Rock (2005) 12. 랄라랜드 (2010) (ft. JeA et Narsha) 13. Devil’s Advocate (2007) 14. Mother Earth (2010) 15. Red And Green Pills (2009) 16. Life Goes On (2006)                                      |
| In Stardom V3.0                                     | - Date de sortie: 16 septembre 2013 - Label: Stardom           | 1. Intro: Resume 2. 달라진 건 없어 (ft. 징고 de Super Kidd, Deepflow) 3. It was a very good year (ft. DEEZ) 4. Made in 이태원 (ft. Jinbo) 5. 이건 아니지 않나 싶어 6. 썩은 XXX 3 |
| 황금알을 낳는 Part 1 (EP)                           | - Date de sortie: 18 mars 2015 - Label: Stardom                | 1. 영혼 없다 2. Candy (ft. Bada) 3. My Style (ft. 키도, 상도, 서궁, KURO, X) 4. 친구여 (ft. Son Seung-yeon) |

### Albums live
- 2000 Cho PD LIVE (2000)

## Récompenses et nominations

### Mnet Asian Music Awards
| Année | Catégorie                         | Travail nommé                     | Résultat   |
| ----- | --------------------------------- | --------------------------------- | ---------- |
| 2002  | Music Video of the Year (Daesang) | "My Style",                       | Lauréat    |
| 2002  | Best Hip Hop Performance          | "My Style",                       | Nomination |
| 2002  | Special Jury Prize                | "My Style",                       | Nomination |
| 2003  | Best Hip Hop Performance          | "Secret Diary" (비밀일기),        | Nomination |
| 2003  | Special Jury Prize                | "Secret Diary" (비밀일기),        | Lauréat    |
| 2004  | Best Hip-Hop Video                | "Friend" (feat. Insooni)          | Lauréat    |
| 2005  | Judges' Choice Award              | "My Old Story" (나의 옛날 이야기) | Lauréat    |